# Iron & Wine
Iron & Wine (Chapin, Carolina del Sur, 26 de julio de 1974) es el nombre artístico usado por el cantautor estadounidense Sam Beam. Oriundo del estado de Florida, pero arraigado en Carolina del Sur, Beam lanza su primer álbum The Creek Drank the Cradle por el sello Sub Pop en el 2002. Beam escribe, toca, graba y produce cada tema del álbum por sí mismo en su propio estudio casero. El sonido del álbum, que incluye guitarra acústica, banjo y otros instrumentos, ha sido comparado con el sonido de músicos como Nick Drake, Simon and Garfunkel, Neil Young, Elliott Smith, John Fahey o Ralph Stanley. A menudo es caracterizada como country alternativo, folk progresivo o indie folk, y su lírica se puede caracterizar cercana al gótico sureño.

## Historia
En el 2003 fue lanzado The Sea & The Rhythm, un EP que recopilaba otras grabaciones caseras, temas que iban en la misma línea que los del álbum debut. El segundo álbum de Beam, Our Endless Numbered Days del 2004, fue grabado en un estudio profesional con un significativo incremento en la fidelidad del sonido. El foco aún estaba puesto en el sonido acústico, pero la inclusión de otros miembros a la banda le dio al sonido un toque más diverso.
En febrero del 2005 Beam lanza un EP titulado Woman King. Woman King amplía el sonido de estudio que había marcado el álbum anterior y en este EP también incluye guitarras eléctricas. Cada tema incluye una figura espiritual femenina con un sutil trasfondo bíblico, a pesar de que, en entrevistas de prensa, Bean se ha declarado agnóstico.
El EP In the Reins, una colaboración con Calexico, fue lanzado en septiembre del 2005. Calexico, grupo de Arizona, aportó con un sentimiento más sureño, en ocasiones más latino, a las composiciones de Sam Beam. Beam escribió todos los temas del álbum, sin embargo el sonido de Calexico está a la vista. Varios temas incluyen metales, un sonido novedoso para la música de Beam, donde predomina normalmente la guitarra acústica.
Un cover grabado por Iron & Wine del tema Such Great Heights, original de The Postal Service, fue incluido en un comercial de chocolates M&M's, en la banda sonora de la película Garden State del 2004, y en un comercial de Ask.com en el 2006. Beam grabó también el tema The Trapeze Swinger para la película In Good Company del 2004.
Además de todo eso Beam ha lanzado dos EP en exclusiva para iTunes: Iron & Wine iTunes Exclusive EP que incluía temas no grabados en estudio, y Live Session (iTunes Exclusive) EP, en el que aparece junto a su hermana Sarah Beam, tocando algunos temas de su álbum, además de la versión Love Vigilantes, original de New Order. Sarah Beam ha colaborado con los coros de muchos temas grabados por Beam.
El primero de agosto Beam lanzó un EP disponible tanto para descargar por iTunes como en venta regular. Este EP contiene una versión de estudio de la ya mencionada Such Great Heights junto con versiones de The Trapeze Swinger y Naked As We Came grabadas en Radio Viena. Si bien las canciones no son nuevas ninguna de ambas grabaciones alternativas había sido lanzada anteriormente y los tres temas son del gusto de los fanes.
Beam ha mostrado interés por la realización de videos musicales. Él tiene un título de la Florida State University Film School, además de tener un Máster. Por un tiempo fue profesor de la Film And Cinematography at Miami Internacional University of Art & Design. A comienzos del año 2007 Beam lanza el disco de estudio "The Sheperd´s Dog" que aunque mantiende el sonido de sus anteriores trabajos, cuenta con una clara apertura hacia lo instrumental, sumando texturas musicales progresivas y atrevidas, a pesar de todo, el disco sigue conteniendo temas con predominancia acústica.
Su canción Passing Afternoon fue la elegida para sonar durante el final del último capítulo -el decimosexto- de la 4ª temporada de la serie House. En el estreno de la 6ª temporada con duración de dos horas de esta misma serie House la canción Love Vigilantes suena en el intermedio.
Su tema Flightless Bird, American Mouth fue elegida para sonar durante el final del film "Crepúsculo". El tema está incluido en la banda sonora oficial de la película.
El 31 de enero de 2013 su página web oficial anunció la fecha de su nuevo trabajo, "Ghost on Ghost"; se publicará el 16 de abril del mismo año.

## Discografía
Álbumes
- 2002 The Creek Drank the Cradle
- 2004 Our Endless Numbered Days
- 2007 The Shepherd's Dog
- 2009 Around the Well
- 2011 Kiss Each Other Clean
- 2013 Ghost on ghost
- 2015 Sing Into My Mouth
- 2017 Beast Epic
- 2024 Light Verse

EP
- Iron & Wine Tour EP (2002)
- The Sea & The Rhythm (2003)
- Iron & Wine iTunes Exclusive EP (2004)
- Woman King (2005)
- In the Reins (com Calexico) (2005)
- Live Session (iTunes Exclusive) EP (2006)
- Live at Lollapalooza 2006: Iron & Wine - EP (2006)
- Walking Far From Home (2010)
- Weed garden (2018)

Singles
- "Call Your Boys b/w Dearest Forsaken" (2002)
- "No Moon" b/w "Sinning Hands" (2004)
- "Passing Afternoon" (2004)
- "The Trapeze Swinger" (iTunes Only) (2005)
- "Such Great Heights" (Cover) (2006)
- "Boy with a Coin" (2007)
- "Lovesong of the Buzzard" (2008)
- "Flightless Bird, American Mouth" (2008)
- "Dark Eyes" (com Calexico) (2006)
- "What hurts worse" (2018)